# SPIRAL SPIDERS
SPIRAL SPIDERS（スパイラル・スパイダース）は日本の6人組バンドである。

## 概要
2004年、ソロで活動をしていた坂上庸介（YOSK）の呼びかけにより、尾崎豊トリビュートに参加した事をきっかけに結成。同年ニューヨーク、マンハッタンで行われたCMJ MUSIC MARATHONにその年の日本代表として現地にて直接交渉の末、出演。
2005年帰国後、全国47都道府県ライブツアーを敢行し、手売りのみで800人を動員。渋谷AXでのツアーファイナルを大成功に終わらせる。2006年1月にインディーズとしては初となる東京ドームでのライブを行いニュース、メディア共に大きな話題を呼ぶ（観客動員数は200人と、東京ドーム史上最少規模。客席は、グラウンドにござを敷いて設置された）。その年の2006年、真冬の12.24代々木野外音楽堂でのフリーライブに1000人動員し大成功をおさめた後、年末に東芝EMIVirgin Musicよりメジャーデビュー。2007年にはアメリカ、シカゴでのアニメフェス、ANIME CENTRALにも出場し3000人以上を熱狂させ、海外公演も成功させている。
2007年年末にドラムのMAENYが夢を追いかけるバンド活動は金銭的・精神的な負担が大きく、家庭を犠牲にできないという理由で脱退したため、2008年より無期限の活動休止状態に入る。
それぞれソロ活動しながら、メンバーチェンジの末、2010年「サカノウエヨースケ with SPIRAL SPIDERS」として活動を再開。各々のメンバーもそれぞれ数々のアーティストのバックやスタジオでも活躍している。2016年、「SPIRAL SPIDERS」としてライブ活動や音源制作などを開始する。

## メンバー
PAGE（パゲ、1980年8月 - ）
ギター・コーラス。岡山県岡山市出身。
イズミカワソラ
キーボード・コーラス。広島県出身。
オオクスコウジ
ベース、コーラス。
DAKEN
ギター、コーラス。
Takoyaki-boy
ドラム、コーラス

### 元メンバー
サカノウエヨースケ（1981年3月16日 - ）
ボーカル・ギター・作詞。リーダー。兵庫県神戸市出身。
活動再開後、ソロとバンドと一線を置くためメンバーから離れ、「サカノウエヨースケ with SPIRAL SPIDERS」としてライブ活動をしている。
'TAKA6（タカシックス、12月22日 - ）
ベース・コーラス。千葉県出身。
MAENY'（まえにぃ、前田祐樹、1976年6月9日 - ）
ドラム・コーラス。福井県小浜市出身。
元HAIRCUTS（マーキュリーMME）、元 cloudica（Victor Entertainment）
脱退後は「前田'まえにい'祐樹」を名乗り、ライブサポート、レコーディング、ドラムチューナー、講師として全国で活躍している。
4401（ショーイチ）
パフォーマー。岐阜県出身。
DAKEN
ギター、コーラス。福岡県大牟田市出身。

## ディスコグラフィー

### シングル
|     | 間に合っていますんで | 2006.12.4 | 01. 間に合っていますんで                       | デジタル・シングル TBSテレビ「オビラジR」2006年12月度エンディングテーマ  |
|     | ケピック             | 2007.1.24 | 01. ケピック                                   | デジタル・シングル テレビ東京系「スキバラ」2007年1月度エンディングテーマ |
| 1st | 産声                 | 2007.5.9  | 01. 産声 02. 間に合っていますんで 03. ケピック | 読売テレビ「ダウンタウンDX」2007年4月〜5月エンディングテーマ             |

### ライブアルバム
| 1st | 1981 PROJECT "THEME OF ROCKY" TOUR FINAL SHIBUYA AX | 2005.12.21 | 01. SUPER DRIVE 02. 恋のサバイバルナイトフィーバー 03. ランプシェード 04. ジョバンニ 05. BEAT BOX SESSION'S 06. 遺言 07. リーフフィッシュ 08. ブライス 09. ヒカリ 10. ラベンダー 11. 禁猟区 12. アカイミツボシ 13. パゲの結婚A 14. NARCHY IN THE TOKYO CITY | 2005年11月10日に渋谷AXで行われたライブを収録 |

### DVD
- 1981 PROJECT "THEME OF ROCKY" ROAD MOVIE（2006年1月25日）

### 参加作品
- "GREEN" A TRIBUTE TO YUTAKA OZAKI
- 村下孝蔵トリビュート